# Rots (commune déléguée)
Rots [ʁo]  est une ancienne commune française, située dans le département du Calvados en région Normandie, peuplée de 1 410 habitants.
Le 1er janvier 2016, elle est devenue une commune déléguée à la suite de sa fusion avec les communes voisines de Lasson et Secqueville-en-Bessin au sein de la commune nouvelle de Rots.

## Géographie
La commune est en plaine de Caen, aux portes du Bessin, intégrée à l’unité urbaine de Caen au sens de l'Institut national de la statistique et des études économiques. Son bourg est à 10 km à l'ouest de Caen, à 13 km au sud de Creully, à 14 km à l'est de Tilly-sur-Seulles et à 20 km au sud-est de Bayeux.
La commune est facilement accessible par la nationale 13 reliant Caen et Bayeux.
| Secqueville-en-Bessin (comm. nouv. de Rots), Bretteville-l'Orgueilleuse | Lasson (comm. nouv. de Rots)    | Rosel                                     |
| Bretteville-l'Orgueilleuse                                              | Rots (commune déléguée)         | Authie                                    |
| Saint-Manvieu-Norrey                                                    | Saint-Manvieu-Norrey, Carpiquet | Saint-Germain-la-Blanche-Herbe, Carpiquet |

## Toponymie
Le toponyme est issu du germanique raus, ou l'ancien français ros, « roseau », tout comme Rosel, Le Rozel ou Rosay.
Le gentilé est Rotier.

## Histoire
Rots fut le théâtre de la découverte la plus ancienne de trace de civilisation dans le Calvados. Une nécropole du Néolithique ancien constituée de longs monuments funéraires datant de 4000 av. J.-C. Des outils néolithiques prouvent l'installation durable d'une communauté humaine.
Une petite agglomération gallo-romaine, dites de bord de voie, y a été repérée.
Traversée par plusieurs voies romaines, la villa de Rots (IIe au Ve siècle apr. J.-C.) devient au IXe siècle fief de l'abbaye Saint-Ouen de Rouen[réf. nécessaire].
La commune fut âprement disputée lors des combats de la bataille de Normandie, où 122 grenadiers allemands y laissèrent la vie. Les commandos britanniques du 46th Royal Marine battirent les SS de la 1re Compagnie du Régiment 26 de la Hitlerjugend. Les chars du Fort Garry Horse combattirent les Panther dans les rues anciennes du village. Rots fut finalement libérée le 12 juin 1944.

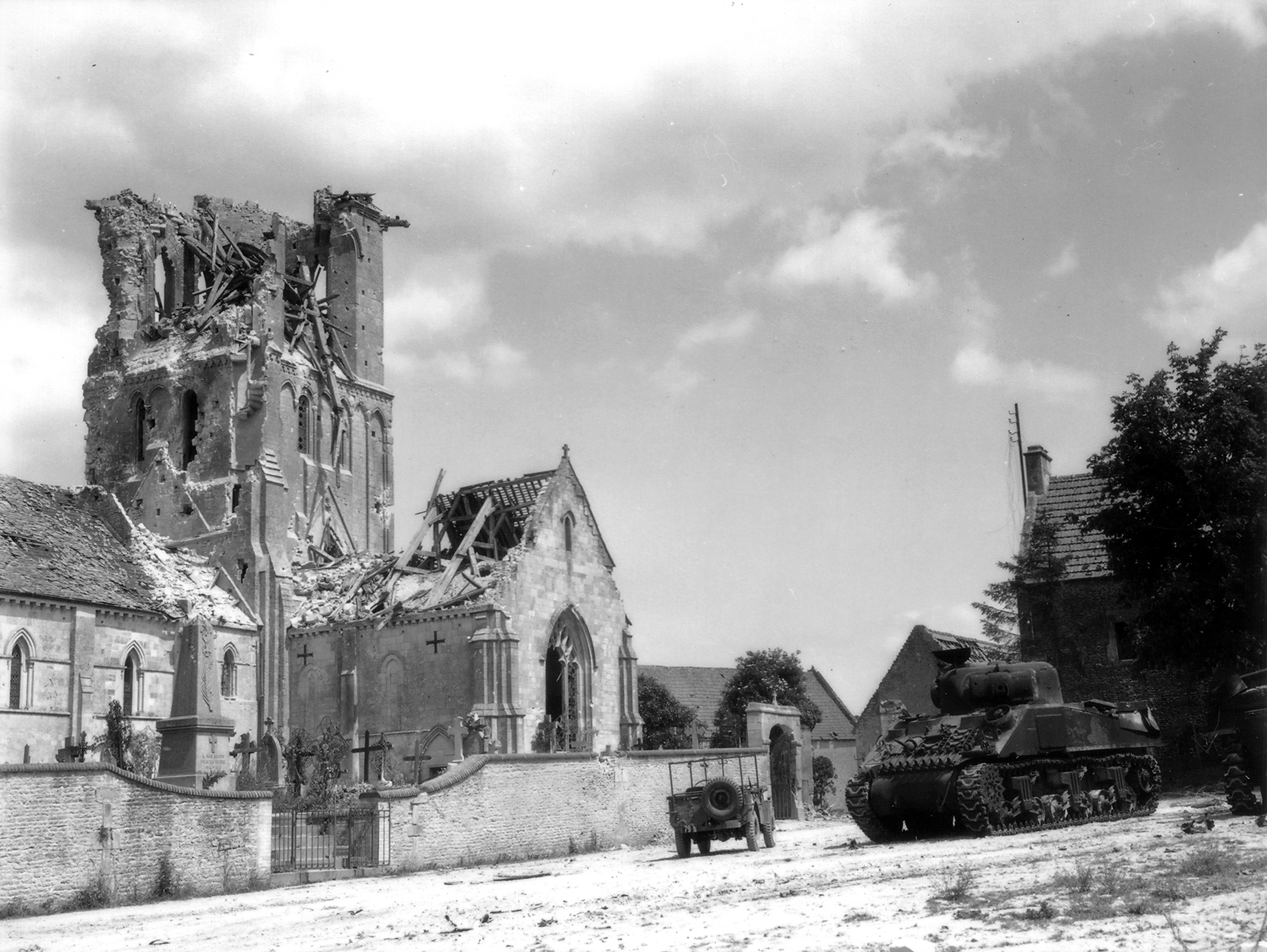
Un char Sherman et une jeep près de l'église endommagée, le 15 juin 1944.

## Politique et administration

### Liste des maires

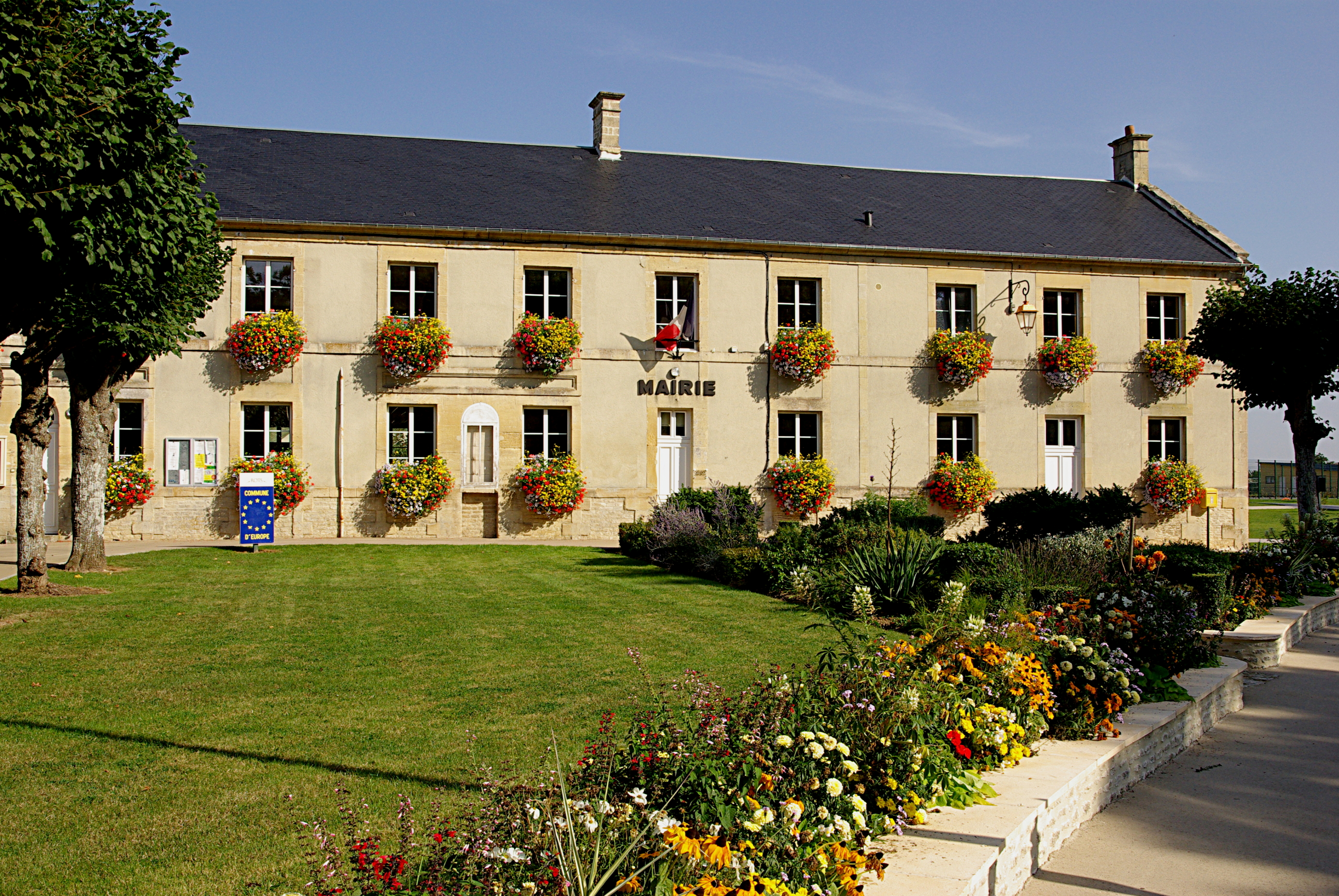
La mairie.

| Période                                  | Période                  | Identité              | Étiquette | Qualité                                                                    |
| ---------------------------------------- | ------------------------ | --------------------- | --------- | -------------------------------------------------------------------------- |
| Les données manquantes sont à compléter. |                          |                       |           |                                                                            |
| ?                                        | mars 1965                | M. Vauvrecy           |           |                                                                            |
| mars 1965                                | mars 1977                | Jean Beaujour-Bourget |           |                                                                            |
| mars 1977                                | mars 1989                | Dominique Sauvalle    |           |                                                                            |
| mars 1989                                | juillet 1991 (démission) | Joël Aubin            |           |                                                                            |
| octobre 1991                             | mars 2001                | Henri Vauvrecy        |           | Chef d'entreprise (la ferme de Billy) Président de la CC Entre Thue et Mue |
| mars 2001                                | mars 2014                | Jean Durand           |           | Commerçant                                                                 |
| mars 2014                                | 31 décembre 2015         | Jacques Virlouvet     | SE        | Chef d'entreprise                                                          |

### Liste des maires délégués
| Période        | Période     | Identité                      | Étiquette | Qualité           |
| -------------- | ----------- | ----------------------------- | --------- | ----------------- |
| 4 janvier 2016 | 28 mai 2020 | Jacques Virlouvet             | SE        | Chef d'entreprise |
| 28 mai 2020    | En cours    | Brigitte Leboulanger-Sauvalle | SE        | Agent immobilier  |

### Composition du conseil municipal
Le conseil municipal était composé, avant la fusion en commune nouvelle, de quinze membres dont le maire et quatre adjoints.

### Jumelages
- Newton-Saint-Cyres (en) (Royaume-Uni) depuis 1992.

## Population et société

### Démographie
En 2021, la commune comptait 1 410 habitants. Depuis 2004, les enquêtes de recensement dans les communes de moins de 10 000 habitants ont lieu tous les cinq ans (en 2006, 2011, 2016, etc. pour Rots (commune déléguée)) et les chiffres de population municipale légale des autres années sont des estimations.
| 1793  | 1800  | 1806  | 1821  | 1831  | 1841  | 1846  | 1851  | 1856  |
| ----- | ----- | ----- | ----- | ----- | ----- | ----- | ----- | ----- |
| 1 067 | 1 161 | 1 217 | 1 276 | 1 389 | 1 361 | 1 359 | 1 295 | 1 250 |

| 1861  | 1866  | 1872  | 1876 | 1881 | 1886 | 1891 | 1896 | 1901 |
| ----- | ----- | ----- | ---- | ---- | ---- | ---- | ---- | ---- |
| 1 252 | 1 136 | 1 010 | 951  | 904  | 820  | 761  | 718  | 711  |

| 1906 | 1911 | 1921 | 1926 | 1931 | 1936 | 1946 | 1954 | 1962 |
| ---- | ---- | ---- | ---- | ---- | ---- | ---- | ---- | ---- |
| 668  | 606  | 608  | 633  | 692  | 667  | 791  | 803  | 881  |

| 1968 | 1975  | 1982  | 1990  | 1999  | 2006  | 2011  | 2016  | 2020  |
| ---- | ----- | ----- | ----- | ----- | ----- | ----- | ----- | ----- |
| 935  | 1 075 | 1 152 | 1 266 | 1 354 | 1 400 | 1 436 | 1 446 | 1 389 |

### Sports
Jusqu'en juin 2012, l'Amicale sportive de Rots faisait évoluer une équipe de football en ligue de Basse-Normandie et deux autres en divisions de district.

## Culture locale et patrimoine

### Lieux et monuments
- Château de Rots du XIXe siècle.
- Manoir de la Cour Saint-Ouen[Note 3], près de l'église. Partie de la fin du XIIIe ou début du XVe siècle d'une ancienne maison forte, souvent qualifiée à tort de prieuré, dépendante de l'abbaye de Saint-Ouen élevée avant 1339 et remaniée à la Renaissance. « Un manoir assis près du moutier avec ses dépendances » serait même cité dès 1291[14],[15].
- Église Saint-Ouen du XIIe siècle, classée au titre des monuments historiques[16]. Elle abrite un demi-relief du XIe classé au titre objet[17].
- Manoir de Saint-Ouen du XVe siècle, inscrit au titre des monuments historiques[18].
- Chapelle Notre-Dame de l'Ortial du XIIIe siècle, inscrite aux monuments historiques[19].

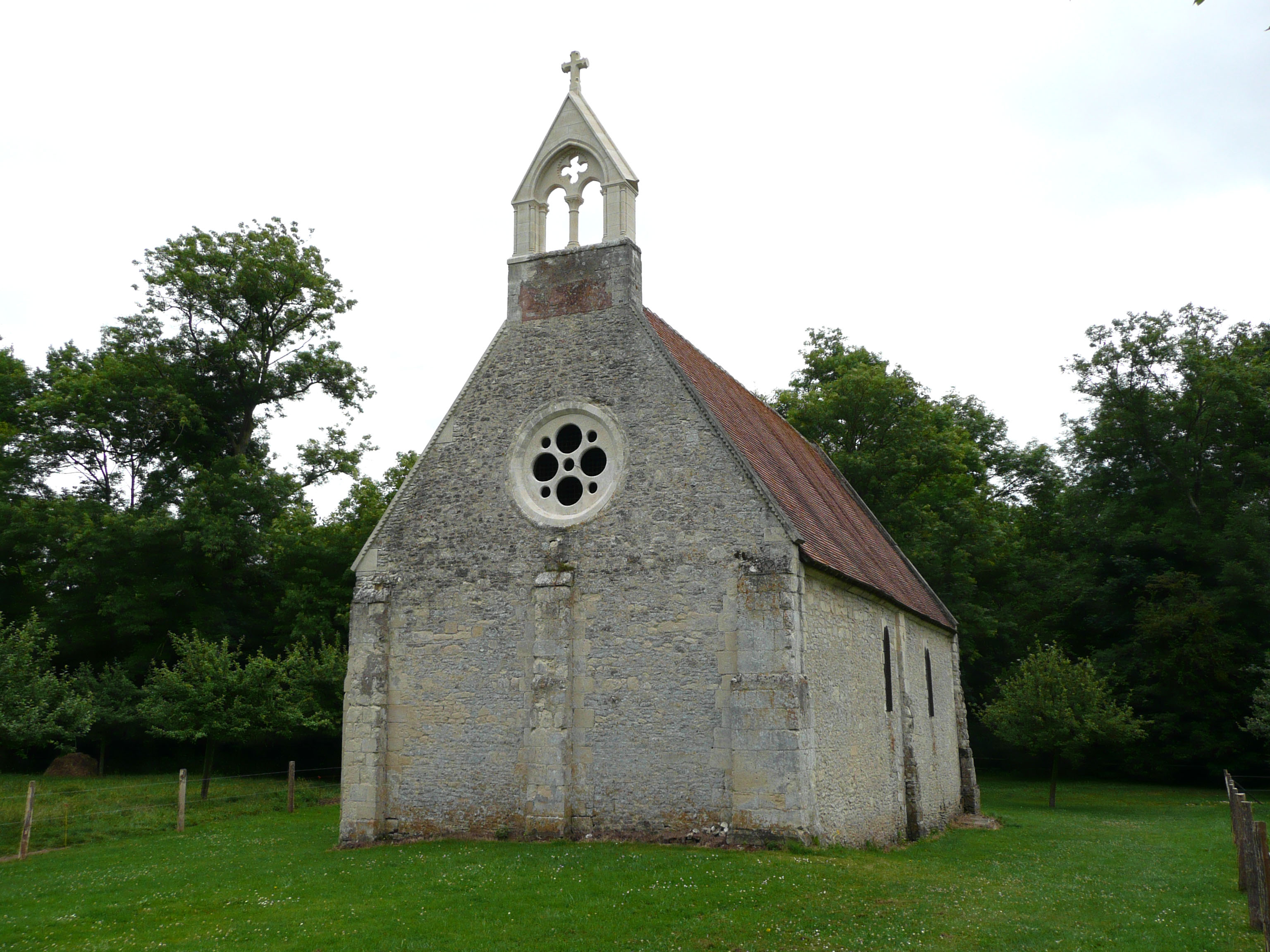
La chapelle de l'Ortial.
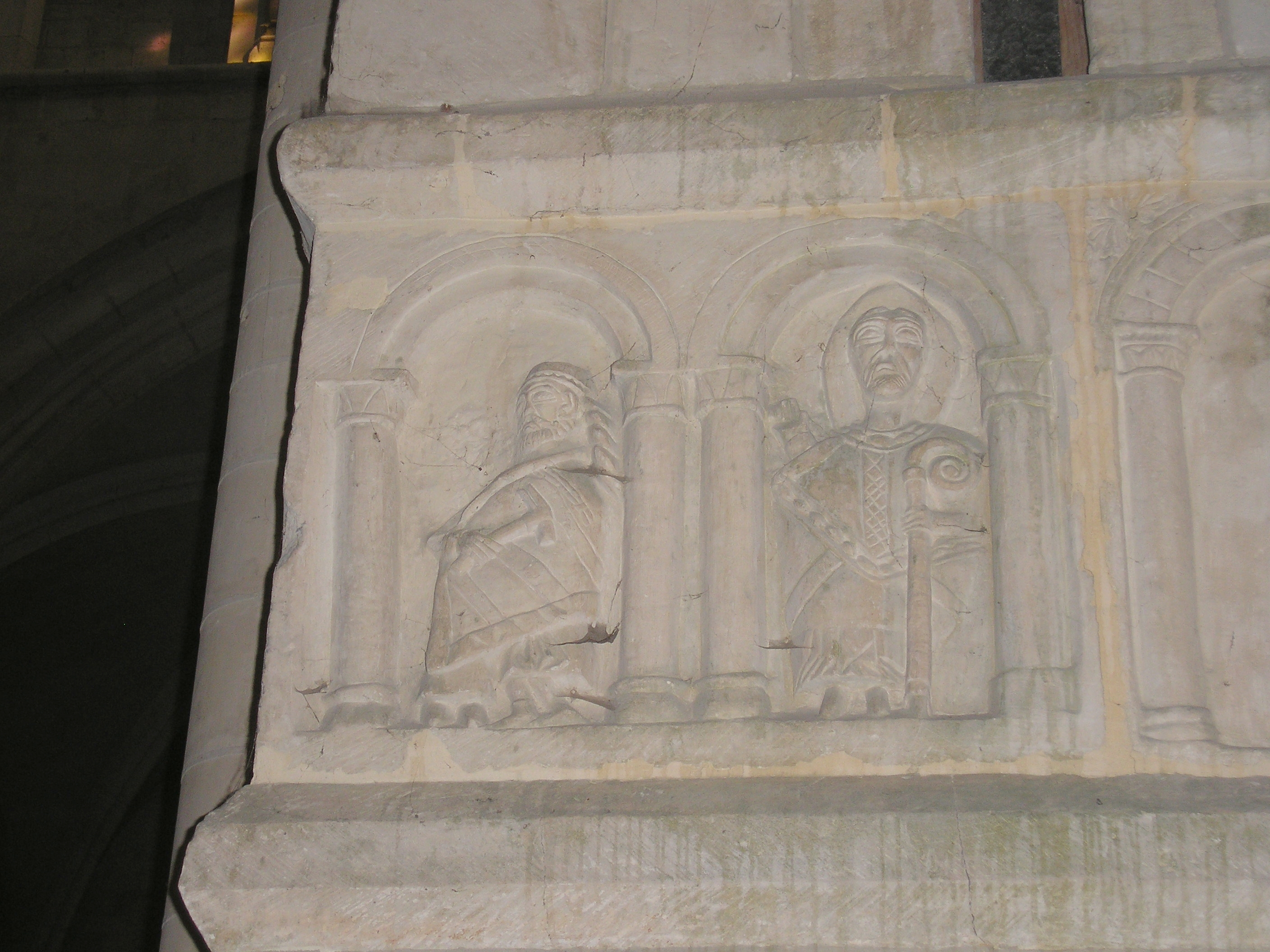
Le demi-relief de l'église Saint-Ouen.
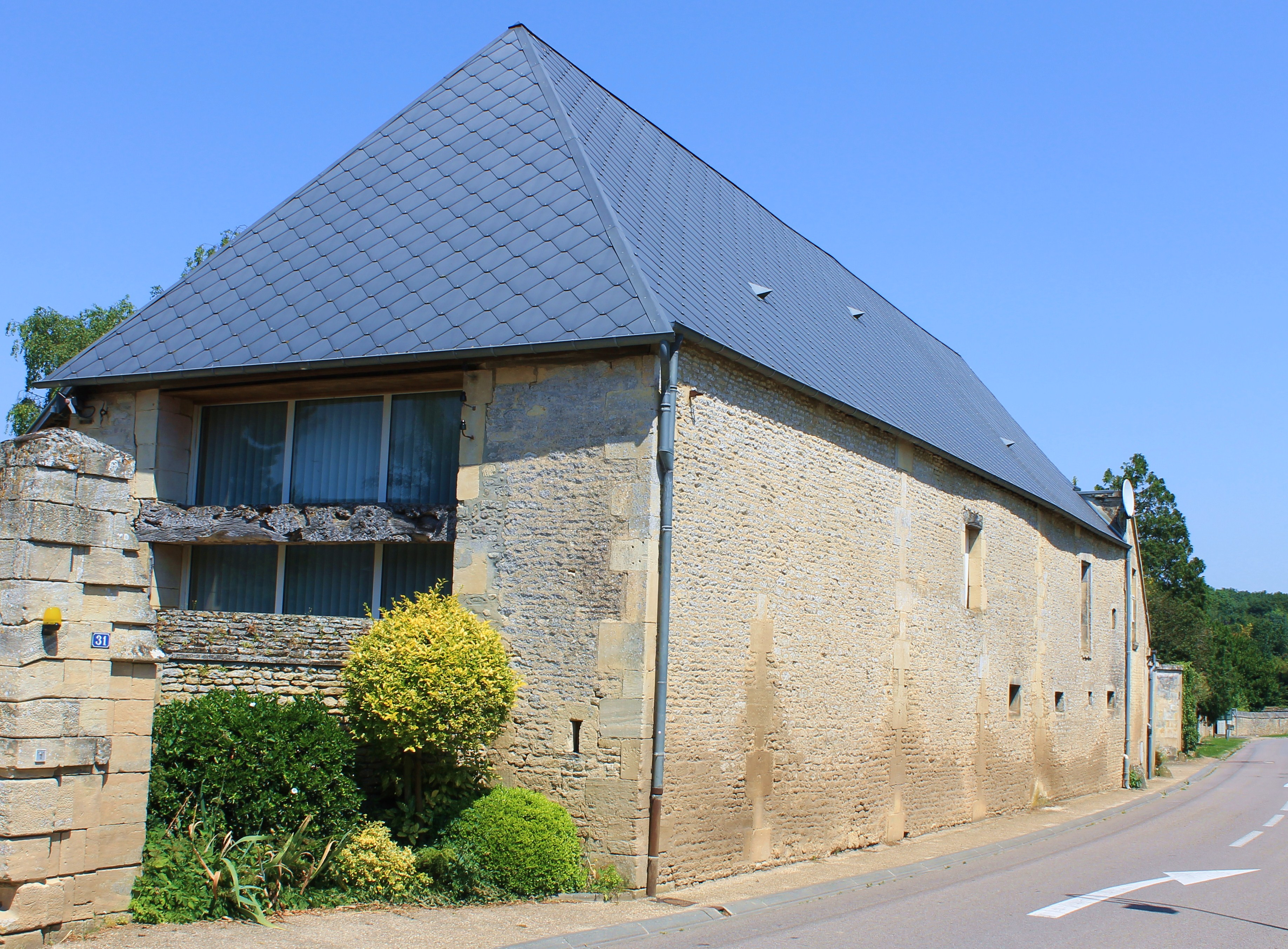
La grange de la ferme de Billy.
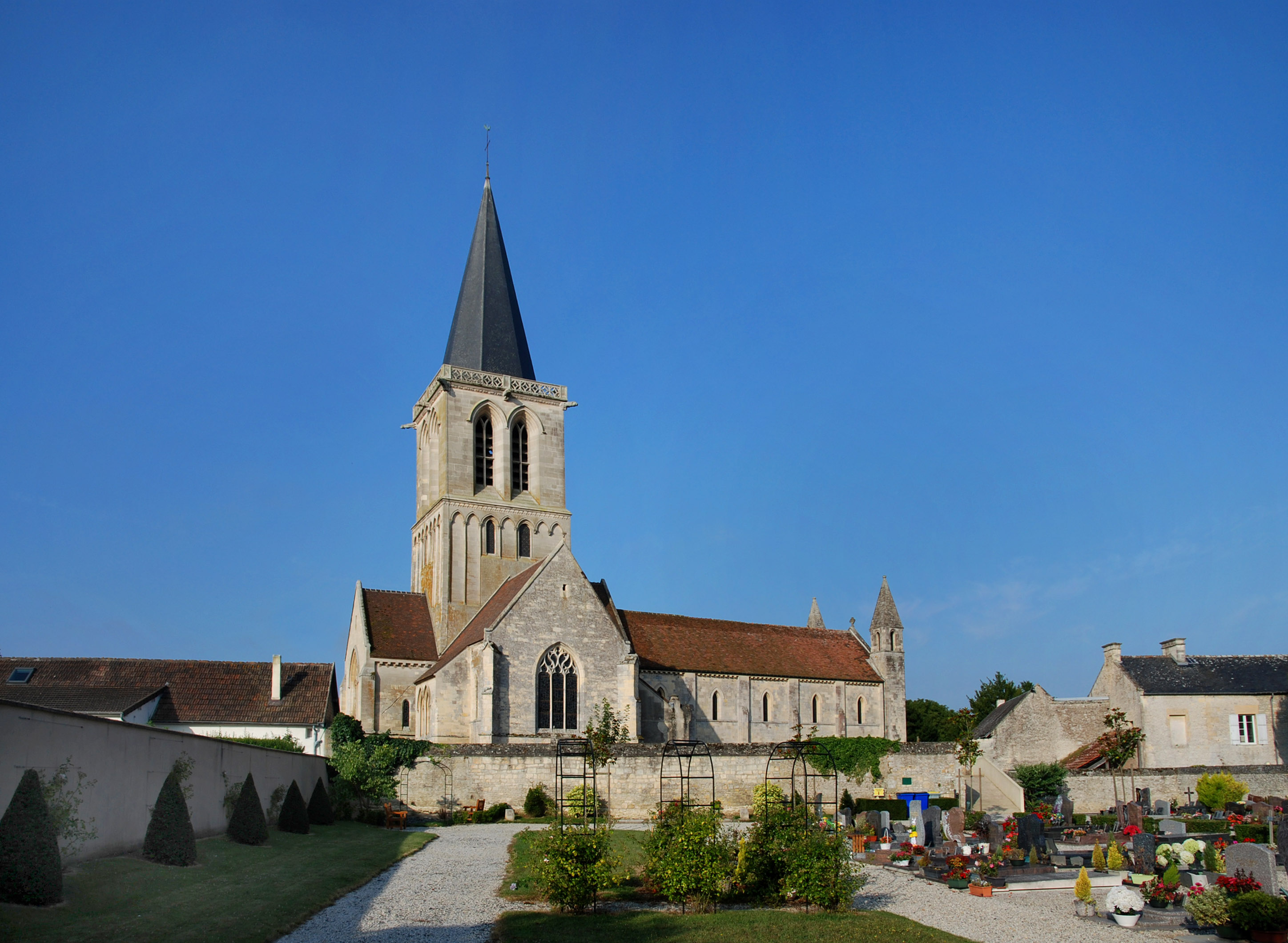
L'église Saint-Ouen.
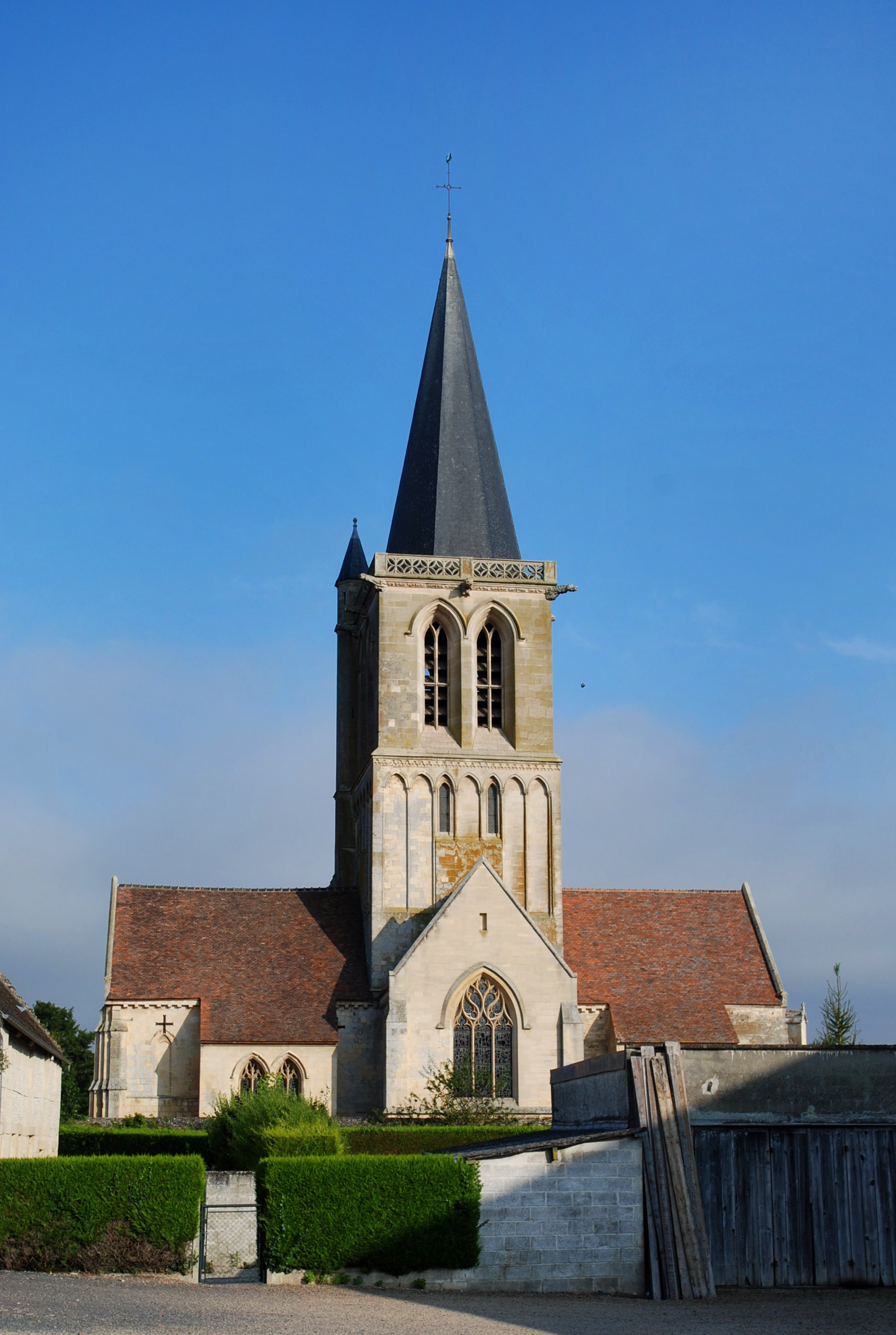
L'église Saint-Ouen.
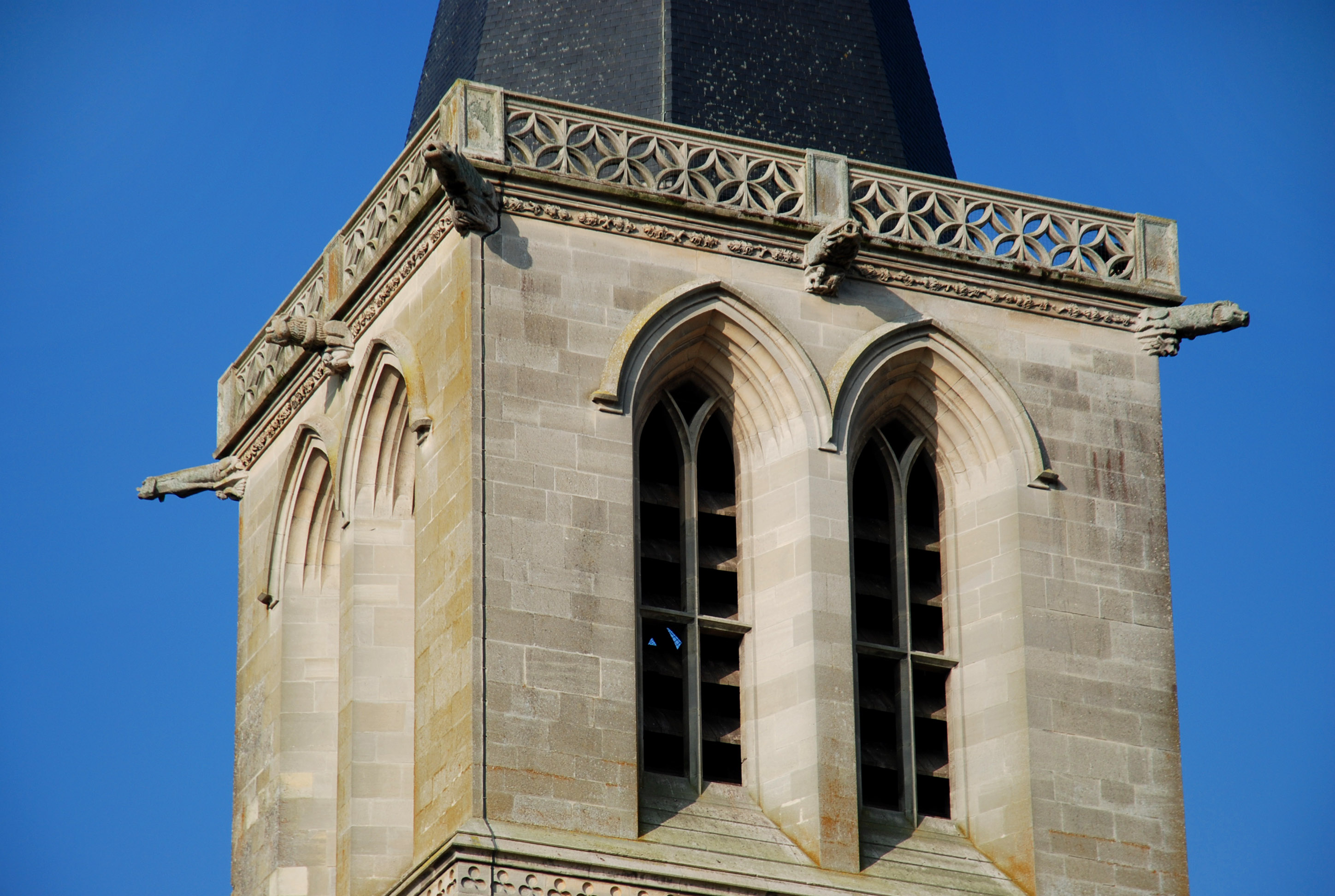
Détails du clocher de l'église Saint-Ouen.

### Personnalités liées à la commune
- Guillaume de Rots († 1107), abbé de Fécamp (1078-1107).
- Anthony Deroin (né en 1979), footballeur, président de l'Amicale sportive de Rots[20].

### Héraldique
| Armes de Rots | Les armes de la commune de Rots se blasonnent ainsi : De gueules aux cinq léopards d'or rangés en deux pals, trois à dextre et deux à senestre. |